# 广德路
广德路，元朝时设置的路。
宋太宗太平兴国四年（979年），分割宣州设广德军，元朝改为广德路，治所在广德县（今安徽省广德县），属江浙行省管辖。辖境相当今安徽省广德县、郎溪县等地区。下辖广德县、建平县等县。龙凤二年（太祖丙申年，1356年），明太祖朱元璋改为广兴府。明朝洪武四年（1371年）改为广德州，后升为直隶州，1912年废除。